# کویانوو (شهرستان کالتاسینسکی، باشقیرستان)
کویانوو (انگلیسی: Koyanovo, Kaltasinsky District, Republic of Bashkortostan) یک شهرک در شهرستان کالتاسینسکی استان باشقیرستان کشور روسیه است.